# Пам'ятний знак жертвам Чорнобильської катастрофи (Київ)
Пам'ятний знак жертвам Чорнобильської катастрофи — меморіальний комплекс в Києві, присвячений жертвам ядерної аварії на четвертому енергоблоці Чорнобильської атомної електростанції; розташований у Святошинському районі у ландшафтному парку на перетині Чорнобильської вулиці з проспектом Берестейським. 
Пам'ятник жертвам Чорнобильської катастрофи був відкритий 26 квітня 1994 року. Автори пам'ятника — скульптор Володимир Чепелик та архітектор Микола Кислий. Зведений коштом Київської міської державної адміністрації, Міністерства України у справах захисту населення від наслідків аварії на Чорнобильській АЕС, на внески комерційних підприємств.
У 1996 році в складі меморіального комплексу на алеї встановлені стели пам’яті з викарбуваними іменами ліквідаторів-мешканців Святошинського району, що загинули внаслідок Чорнобильської катастрофи. У 2001 році поруч зведено храм Святителя Феодосія Чернігівського в пам'ять жертв Чорнобильської катастрофи, а у 2002 році — дзвіницю-музей. 

## Опис
На невеликому пагорбі, оточеному зі сторони парку півколом кам’яного муру, розміщена центральна скульптурна композиція. Висота муру становить 0,50—1 м, в його центрі вмонтовано бронзову таблицю з викарбуваним текстом-присвятою на тлі рельєфного зображення знаку радіаційної небезпеки. Скульптурну композицію, виконану з міді, утворюють символи «мирного атому» та журавлиного ключа. Чотири еліпсоїди електронних орбіт, що позбавлені організованого руху навколо спільного сталого центру, разом ніби утворюють смертоносні обійми, в яких гинуть птахи. Загальна висота пам'ятного знаку становить 8,5 м.
Поруч на меморіальній алеї пам'яті встановлено п’ять гранітних стел з іменами мешканців району, померлих внаслідок Чорнобильської катастрофи. На вертикальній титульній стелі на фасадному боці вигравірувана присвята, а нижче наведено список загиблих, який продовжується на встановлених послідовно чотирьох інших напівгоризонтальних стелах. На зворотному боці титульної стели у верхній частині зображений саркофаг четвертого енергоблоку ЧАЕС, до якого веде шлях зі свічками пам’яті; контури обгорілої сосни ліворуч нагадують хрест; нижче вигравірувано поетичні рядки, під якими зображені дві троянди: 
|  | Із могилою поруч і побіля ЧАЕС Біля мертвої Прип’яті — дерево-Хрест. Тих, що впали у квітні, мов у гарті війни, Просить дерево пам’яті: «Пом’яни, пом’яни…» |